# فاليري غروسفينور ماير
فاليري غروسفينور ماير (بالإنجليزية: Valerie Grosvenor Myer)‏ (13 أبريل 1935 في المملكة المتحدة - 9 أغسطس 2007، هددنهم في المملكة المتحدة)؛ كاتِبة وروائية بريطانية.